# Гонолек гвінейський
Гонолек гвінейський (Laniarius turatii) — вид горобцеподібних птахів родини гладіаторових (Malaconotidae). Мешкає в Західній Африці. Вид названий на честь італійського банкіра й колекціонера Ерколе Туратті (1829—1881).

## Поширення й екологія
Маскові гонолеки мешкають у вологій савані Гвінеї-Бісау, Гвінеї та Сьєрра-Леоне. Трапляється на пасовиськах, у парках і садах.